# Abebe Dinkesa
Abebe Dinkesa (6 marzo 1984) è un maratoneta e mezzofondista etiope.

## Palmarès
| Anno | Manifestazione      | Sede          | Evento          | Risultato | Prestazione | Note |
| ---- | ------------------- | ------------- | --------------- | --------- | ----------- | ---- |
| 2004 | Campionati africani | Brazzaville   | 5000 m piani    | Argento   | 28'10"49    |      |
| 2005 | Mondiali di cross   | Saint-Galmier | Corsa seniores  | 4º        | 35'37"      |      |
| 2005 | Mondiali di cross   | Saint-Galmier | Corsa a squadre | Oro       | 24 pt.      |      |
| 2005 | Mondiali            | Helsinki      | 10000 m piani   | 7º        | 27'13"09    |      |
| 2006 | Campionati africani | Bambous       | 5000 m piani    | Bronzo    | 28'05"07    |      |
| 2008 | Mondiali di cross   | Edimburgo     | Corsa seniores  | 41º       | 36'51"      |      |
| 2009 | Mondiali            | Berlino       | 10000 m piani   | dnf       | dnf         |      |

## Campionati nazionali
2005
- Argento ai campionati etiopi, 10000 m piani - 28'39"07

2009
- Bronzo ai campionati etiopi, 10000 m piani - 28'47"14

## Altre competizioni internazionali
2003
- 9º alla Great Ethiopian Run ( Addis Abeba) - 31'08"
- 4º al Cross Internacional de San Sebastián ( San Sebastián) - 32'52"
- 5º al Cross Internacional de Zornotza	( Amorebieta-Etxano) - 32'22"
- Argento al Cross Internacional Punta Parayas ( Maliaño) - 32'07"

2004
- Oro alla Great Ethiopian Run ( Addis Abeba) - 29'57"
- Oro alla Zwitserloot Dak Run ( Groesbeek) - 28'24"
- Oro alla Amadora Sao Silvestre ( Amadora) - 28'39"
- Bronzo al CrossCup de Hannut ( Hannut) - 35'15"
- Oro alla Lotto Cross Cup Brussels ( Bruxelles) - 33'22"

2005
- 9º alla World Athletics Final ( Monaco), 5000 m piani - 13'46"51
- Oro alla BOclassic ( Bolzano) - 28'38"
- Oro al Jan Meda International Cross Country ( Addis Abeba) - 35'17"
- Oro alla Lotto Cross Cup Brussels ( Bruxelles) - 35'01"
- 6º al Cross Internacional Memorial Juan Muguerza ( Elgoibar) - 32'55"

2006
- 13º alla Dam tot Damloop ( Zaandam), 10 miglia - 49'05"
- Argento alla Zevenheuvelenloop ( Nimega), 15 km - 42'43"
- Argento alla Tout Rennes Court ( Rennes) - 28'38"
- Oro al Jan Meda International Cross Country ( Addis Abeba) - 35'30"
- Argento al Cross Internacional del Calzado ( Fuensalida) - 32'28"
- Oro al Cross Internacional de Italica ( Italica) - 31'03"
- Oro al Cross Internacional de Venta de Baños ( Venta de Baños) - 31'30"

2007
- 8º al Jan Meda International Cross Country ( Addis Abeba) - 36'23"

2008
- 7º alla Rotterdam Half Marathon ( Rotterdam) - 1h00'03"
- 4º al Campaccio ( San Giorgio su Legnano) - 29'53"
- 7º al Great Edinburgh Crosscountry ( Edimburgo) - 28'32"
- Oro al Jan Meda International Cross Country ( Addis Abeba)
- Oro alla Obudu Ranch Mountain Race ( Obudu), 11,5 km - 41'45"

2009
- 19º alla San Juan World's Best 10K ( San Juan) - 29'25"
- Oro al Great Edinburgh International Cross Country ( Edimburgo) - 26'51"
- 5º alla Obudu Ranch Mountain Race ( Obudu), 11,5 km - 42'35"

2010
- 25º alla Abu Dhabi Zayed International Half-Marathon ( Abu Dhabi) - 1h06'21"
- 7º alla Dam tot Damloop ( Zaandam), 10 miglia - 47'26"
- Oro alla Obudu Ranch Mountain Race ( Obudu), 11,5 km - 42'21"

2011
- 14º alla Berlin Half Marathon ( Berlino) - 1h03'31"
- Bronzo alla Egmond Half Marathon ( Egmond aan Zee) - 1h03'10"

2012
- 17º alla Maratona di Amsterdam ( Amsterdam) - 2h15'48"
- 25º alla Dubai Standard Chartered Marathon ( Dubai) - 2h14'33"
- 8º alla Taiyuan Marathon ( Taiyuan) - 2h18'31"
- 5º alla Göteborg Half Marathon ( Göteborg) - 1h01'38"

2013
- 15º alla Bruxelles 20 km ( Bruxelles) - 1h04'48"

2014
- 23º alla Dubai Standard Chartered Marathon ( Dubai) - 2h16'20"